# 메드라디오
메드라디오(MedRadio, Medical Device Radiocommunications Service)는 진단 및 치료 의료용 임플란트와 신체 착용 의료 기기의 통신 요구를 위해 미국 FCC(연방 통신 위원회)를 위해 만들어지고 따로 정해 놓은 사양 및 통신 스펙트럼이다. 메드라디오에서 작동하는 장치에는 심장 박동기, 제세동기, 신경근 자극기 및 약물 전달 시스템이 포함된다. 2016년 2월 현재 이러한 장치 및 기타 유사한 장치에 대한 통신 스펙트럼은 400MHz 주파수 대역과 2360~2400MHz 대역의 다양한 지점에서 따로 설정되어 있지만 특히 MBAN(의료용 인체 통신망) 장치용이다. 이 사양은 MICS(Medical Implant Communication Service)라는 이전 사양을 대체하고 통합한다.
이 사양과 거의 동일한 스펙트럼은 ETSI(유럽 전기 통신 표준 협회)에서도 작성되었으며, 유럽 및 기타 지역에서는 이 사양을 크게 MICS/MEDS(의료 데이터 서비스)라고 한다.